# Астафьево (Владимирская область)
Астафьево — деревня в Собинском районе Владимирской области России, входит в состав Воршинского сельского поселения.

## География
Деревня расположена в 11 км на север от центра поселения села Ворша и в 17 км на северо-восток от райцентра города Собинка. 

## История
В конце XIX — начале XX века деревня входила в состав Кузнецовской волости Владимирского уезда, с 1926 года — в составе Ставровской волости. В 1859 году в деревне числилось 51 дворов, в 1905 году — 82 двора, в 1926 году — 78 хозяйств.
С 1929 года деревня входила в состав Бабаевского сельсовета Ставровского района, с 1932 года — в составе Карачаровского сельсовета Собинского района, с 1945 года вновь в Ставровском районе, с 1954 года — в составе Бабаевского сельсовета, с 1965 года — в составе Собинского района, с 2005 года — в составе Воршинского сельского поселения.

## Население
| 1859 | 1905 | 1926 | 2002 | 2010 | 2021 |
| ---- | ---- | ---- | ---- | ---- | ---- |
| 353  | ↗438 | ↘375 | ↘11  | ↗15  | ↗17  |